# Kościół Trójcy Przenajświętszej w Chełmie Śląskim
Kościół Trójcy Przenajświętszej w Chełmie Śląskim – rzymskokatolicki kościół parafialny znajdujący się w Chełmie Śląskim (powiat bieruńsko-lędziński, województwo śląskie). 31 maja 1966 został wpisany do rejestru zabytków województwa katowickiego (nr 713/66), a jego opis znajduje się także w Katalogu Zabytków Sztuki w Polsce.

## Historia i architektura
Pierwotny kościół w Chełmie w XVII w. był drewniany i posiadał trzy ołtarze. W środku znajdował się obraz Ukrzyżowanego. Kościół miał jedną wieżę z dzwonem, a w 1619 r. miał dzwonnicę, w której znajdowały się dwa dzwony i sygnaturka. Pod koniec XVII w. istniejącą kaplicę zastąpiono kościołem murowanym, który powstał dzięki fundacji biskupa Jana Małachowskiego ustanowionej w 1686 (konsekrowany 23 kwietnia 1689). Obok barokowego kościoła, po jego południowej stronie, stała drewniana dzwonnica, istniejąca aż do lat 70. XIX w. Gruntowny remont kościoła przeprowadzono w latach 1766–1767. Na przełomie XVIII i XIX w., obok kościoła powstał cmentarz parafialny z kaplicą pw. św. Piotra. W 1883 r. proboszcz Franciszek Gach podjął się kolejnej rozbudowy kościoła. W zachodniej części kościoła do nawy dobudowano murowany transept, a do niego kruchtę, nad którą pomieszczono chór muzyczny, gdzie postawiono nowe organy. Prace przy pierwszej rozbudowie kościoła trwały aż do 1887. Prowadzono je na podstawie projektu budowniczego Lukasa. Rozbudowa z lat 1850-1890 zmieniła kościół z budowli na rzucie prostokąta w obiekt mający rzut krzyża podłużnego (łacińskiego). W latach 1904–1907 dobudowana została wieża, a w 1935 zbudowano dom parafialny (obecnie organistówkę). Ostatnia przebudowa, a właściwie gruntowny remont, został przeprowadzony w latach 1970-1980.
Autorami obecnego kształtu kościoła byli architekci Koziczynski i Kotz z Pszczyny. Koziczynski prowadził nadzór budowlany z ramienia Rejencji w Opolu, a Kotz był jednym z wykonawców robót budowlanych.